# Rakovník
Rakovník é uma cidade checa localizada na região da Boêmia Central, distrito de Rakovník.